# Abdulwasea Al-Matari
Abdulwasea Al-Matari (4 juli 1994) is een Jemenitisch voetballer die bij voorkeur als middenvelder speelt. In 2013 debuteerde hij voor het Jemenitisch voetbalelftal.

## Interlandcarrière
Op 15 november 2013 maakte Al-Matari zijn debuut voor het Jemenitisch voetbalelftal. In de Azië Cup-kwalificatiewedstrijd tegen Qatar mocht hij na zestig minuten invallen voor Akram Al-Worafi.
| Interlands van Abdulwasea Al-Matari voor Jemen | Interlands van Abdulwasea Al-Matari voor Jemen | Interlands van Abdulwasea Al-Matari voor Jemen | Interlands van Abdulwasea Al-Matari voor Jemen | Interlands van Abdulwasea Al-Matari voor Jemen | Interlands van Abdulwasea Al-Matari voor Jemen |
| №                                              | Datum                                          | Wedstrijd                                      | Uitslag                                        | Competitie                                     | Goals                                          |
| Als speler van Al Yarmuk Al Rawda              | Als speler van Al Yarmuk Al Rawda              | Als speler van Al Yarmuk Al Rawda              | Als speler van Al Yarmuk Al Rawda              | Als speler van Al Yarmuk Al Rawda              | Als speler van Al Yarmuk Al Rawda              |
| ---------------------------------------------- | ---------------------------------------------- | ---------------------------------------------- | ---------------------------------------------- | ---------------------------------------------- | ---------------------------------------------- |
| 1                                              | 15 november 2013                               | Jemen – Qatar                                  | 1 – 4                                          | Azië Cup 2015 (kwalificatie)                   | 0                                              |
| 2                                              | 19 november 2013                               | Bahrein – Jemen                                | 2 – 0                                          | Azië Cup 2015 (kwalificatie)                   | 0                                              |
| 3                                              | 5 maart 2014                                   | Jemen – Maleisië                               | 1 – 2                                          | Azië Cup 2015 (kwalificatie)                   | 0                                              |
| 4                                              | 9 september 2014                               | Indonesië – Jemen                              | 0 – 0                                          | Vriendschappelijk                              | 0                                              |
| 5                                              | 10 oktober 2014                                | Jemen – Irak                                   | 1 – 1                                          | Vriendschappelijk                              | 0                                              |
| 6                                              | 4 november 2014                                | Koeweit – Jemen                                | 1 – 1                                          | Vriendschappelijk                              | 0                                              |
| 7                                              | 7 november 2014                                | Oman – Jemen                                   | 2 – 0                                          | Vriendschappelijk                              | 0                                              |
| 8                                              | 13 november 2014                               | Jemen – Bahrein                                | 0 – 0                                          | Golf Cup 2014                                  | 0                                              |
| 9                                              | 16 november 2014                               | Jemen – Qatar                                  | 0 – 0                                          | Golf Cup 2014                                  | 0                                              |
| 10                                             | 19 november 2014                               | Saoedi-Arabië – Jemen                          | 1 – 0                                          | Golf Cup 2014                                  | 0                                              |
| 11                                             | 17 januari 2015                                | Nigeria – Jemen                                | 2 – 0                                          | Vriendschappelijk                              | 0                                              |
| 12                                             | 22 januari 2015                                | Finland – Jemen                                | 0 – 0                                          | Vriendschappelijk                              | 0                                              |
| 13                                             | 12 maart 2015                                  | Jemen – Pakistan                               | 3 – 1                                          | WK 2018 (kwalificatie)                         | 1                                              |
| 14                                             | 23 maart 2015                                  | Pakistan – Jemen                               | 0 – 0                                          | WK 2018 (kwalificatie)                         | 0                                              |

Bijgewerkt op 6 juni 2015.

## Erelijst
Al Yarmuk Al Rawda
- Yemeni League

2013